# Underclass Hero (àlbum)
Underclass Hero és el cinquè àlbum de la banda canadenca Sum 41 i el primer realitzat sense l'antic guitarrista Dave Baksh. L'àlbum va sortir a la venda el dia 24 de juliol de 2007 sota la realització de Island Records i és distribuït mundialment per Universal Records i en Canadà per Aquarius Records.
L'àlbum deu el seu nom a un single anomenat "Underclass Hero". Una altra cançó anomenada "March of the Dogs" ha estat també inclosa en un àlbum de bestreta. El 26 de juny, Walking Disaster va ser reproduïda en Buzz 103. Des d'aleshores ha estat també a internet. El 6 de juliol, Walking Disaster va ser afegida al myspace de Sum 41.

## Llista de cançons
1. "Underclass Hero"  (Deryck Whibley/Steve Jocz) - 3:15
2. "Walking Disaster"  (Whibley) - 4:46
3. "Speak of the Devil"  (Whibley) - 3:58
4. "Dear Father"  (Whibley) - 3:52
5. "Count Your Last Blessings"  (Whibley) - 3:03
6. "Ma Poubelle"  (Jocz) - 0:55
7. "March of the Dogs"  (Whibley / Cone McCaslin) - 3:09
8. "The Jester"  (Whibley / Jocz) - 2:48
9. "With Me"  (Whibley) - 4:51
10. "Pull the Curtain"  (Whibley / Jocz / McCaslin) - 4:18
11. "King of Contradiction"  (Jocz / McCaslin) - 1:40
12. "Best of Me"  (Whibley) - 4:25
13. "Confusion and Frustration in Modern Times"  (Whibley) - 3:46
14. "So Long Goodbye"  (Whibley / Jocz / McCaslin) - 3:01
15. "Take a Look at Yourself"  (Whibley) - 3:24 (Bonus Track)
16. "No Apologies" (Bonus Track al Regne Unit)

## Personal

### Sum 41
- Deryck Whibley - Guitarra, Veus, Teclat, Piano, Productor musical
- Cone McCaslin - Baix, Segones veus
- Steve Jocz - Bateria, Percussió